# Papiniano

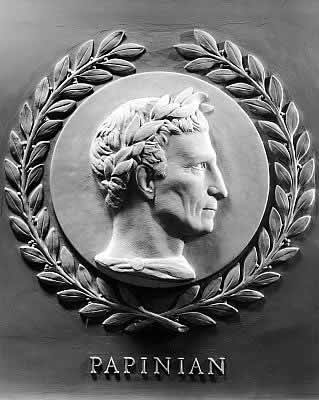
Bajorrelieve de Papiniano en el Capitolio de los Estados Unidos.

Emilio Papiniano (en latín, Aemilius Papinianus), también conocido simplemente por el nombre de Papiniano, (Siria, 142-Roma, 212) fue un jurisconsulto romano, magister libellorum y prefecto del pretorio del emperador Septimio Severo. Fue discípulo del jurista Quinto Cervidio Escévola y, desde la Ley de citas de 426, el jurista más prestigioso y autorizado de Roma.

## Antecedentes históricos
Poco se sabe sobre la vida personal de Papiniano. Se ha supuesto que nació en Emesa (Siria), o en África alrededor del año 150. 
Inició el cursus honorum bajo Marco Aurelio, junto a Septimio Severo, del cual fue íntimo amigo. Al convertirse Septimio Severo en emperador, le nombró magister libellorum, prefecto del pretorio, cargo que desempeñó hasta la muerte de este último en 211, y miembro del Consilium del emperador. Antes de su fallecimiento el emperador le encomendó especialmente a sus dos hijos: Geta y Caracalla. 
Papiniano intentó mantener la paz entre los hijos de Severo, pero ambos sólo pensaban en eliminar al otro para quedarse con el poder. Finalmente, Caracalla asesinó a su hermano en el año 212 y ordenó la muerte de Papiniano, al parecer, por no haber querido justificar el asesinato ante el Senado.
Este hecho habría dado origen a la frase «Es mucho más fácil cometer un parricidio que justificarlo» (non tam facile parricidium excusari posse quam fieri), aunque la autenticidad histórica de esta frase es bastante dudosa. Los detalles de lo ocurrido varían según la fuente, pero está prácticamente fuera de discusión que existió una relación entre el fratricidio de Geta y la muerte de Papiniano, que ocurrió en el año 212.

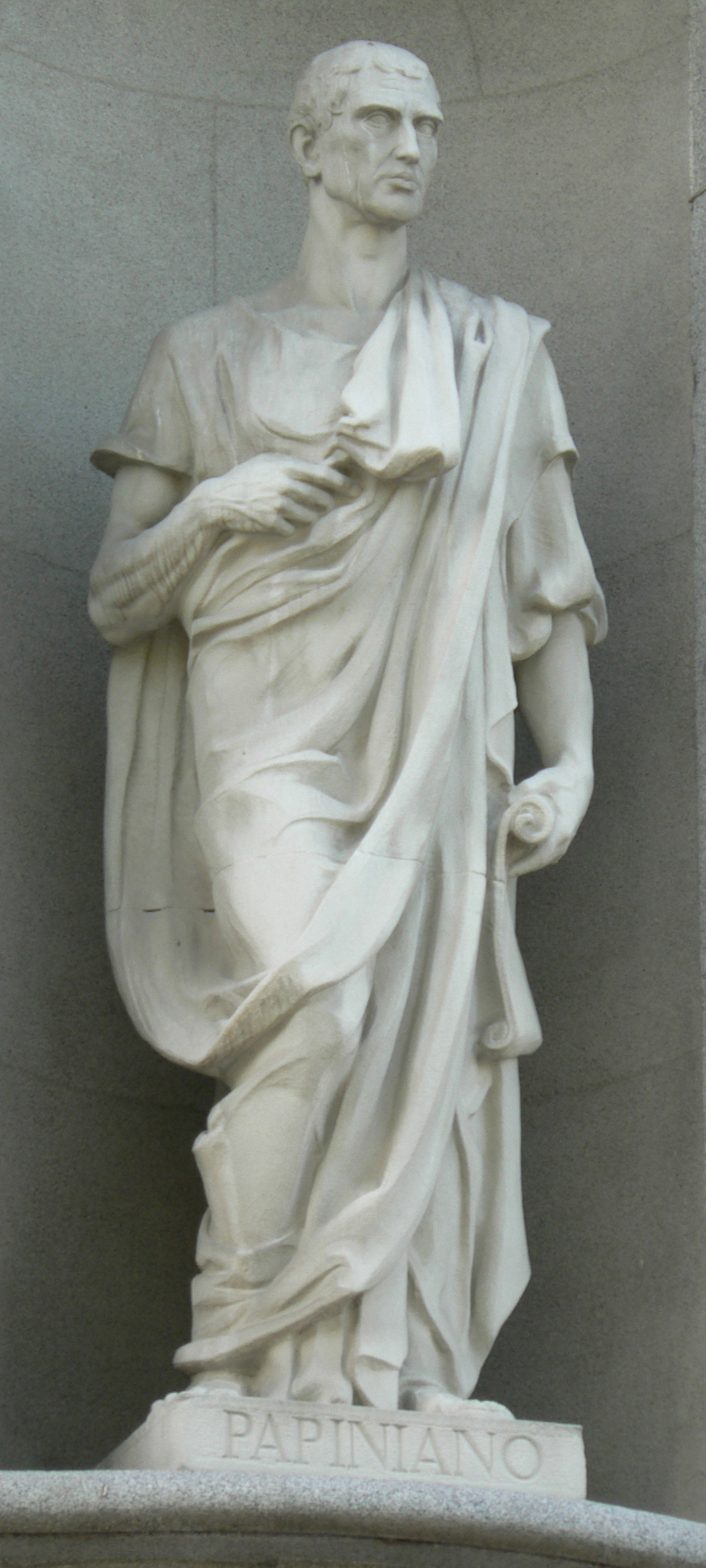
Papiniano.

## Obras
Sus obras más importantes fueron las Quaestiones en 37 libros, escritos antes de 198, que corresponde más al tipo de literatura denominada Digesta, por contemplar el estudio dogmático y los casos consultados y resueltos por el autor, y las Responsa, comentarios a casos reales, en 19 libros, escritas entre 204 y la fecha de su muerte.
Además redactó dos obras con el mismo título: De adulteriis, dos libros de Definitiones y un texto en griego, en que exponía las obligaciones de los magistrados y funcionarios de la policía urbana, aunque se sospecha que este es una colección postclásica, que reproduce fragmentos de las Responsa. En el Digesto se conservan 596 fragmentos de Papiniano.

## Importancia
Por su talento jurídico y vida pública, unido a su heroica muerte, como un mártir por la justicia, Papiniano es tradicionalmente considerado uno de los «príncipes de la jurisprudencia romana» y prácticamente el jurista por antonomasia; por ejemplo, para Mommsen era el mayor de los jurisconsultos romanos.
Entre sus cualidades como jurista se han destacado, entre otros rasgos, su independencia de criterio y el afán por la búsqueda de soluciones equitativas, criterio diverso al seguido por sus predecesores, que eran técnicamente rigoristas. 
La Ley de citas de 426, que regulaba la recitatio de las obras de los juristas ante los tribunales, o sea, qué juristas podían ser invocados y los criterios para la decisión del juez ante opiniones diversas de éstos, restringió su número a cinco, entre ellos Papiniano, pero le concedió la preeminencia entre los juristas romanos clásicos al establecer que, si no existía mayoría en un sentido o había empate entre Gayo, Paulo, Ulpiano, Herenio Modestino y él, prevalecía su opinión. En caso de que no se hubiera manifestado sobre el particular, el juez quedaba libre de elegir entre las opiniones presentadas por las partes.
Además, dentro del Digesto de Justiniano, sus obras forman parte de la denominada masa papiniana, es decir, de una de las cuatro agrupaciones de textos utilizados en su redacción.
Tal importancia tuvo Papiniano en el Derecho, que las dos más importantes compilaciones legislativas que impusieron los bárbaros a los romanos, el Breviario de Alarico, de los visigodos, y la ley romana de los borgoñones, tuvieron sendos capítulos en los que recopilaban textos de este importante jurisconsulto. Tan importante fue Papiniano para los borgoñones, que la legislación impuesta por éstos fue conocida como El Papiano, por hacer alusión al jurisconsulto en mención.